# 第五三一海軍航空隊
第五三一海軍航空隊(だい531かいぐんこうくうたい)日本海軍の部隊の一つ。最前線の内南洋防衛の主力雷撃機隊として、太平洋戦争終盤に最前線で雷撃・爆撃・哨戒行動に従事した。

## 沿革
アリューシャン列島方面の劣勢を受け、北方警戒用の基地航空隊の一翼を担う雷撃機隊の一つとして整備され、呉飛行場で編制された。ギルバート諸島の失陥とマーシャル諸島の危機的状況を打開するため、マーシャル諸島の機動部隊迎撃に投入された。
- 1943年（昭和18年）
  - 7月1日 - 呉飛行場で開隊。第十二航空艦隊第二十四航空戦隊に配属。館山飛行場で訓練開始(天山18機)。練成後、千歳飛行場・美幌飛行場に進出。千島列島方面の哨戒に従事。
  - 11月 - マーシャル諸島マロエラップ環礁に進出。司令部はクェゼリン環礁ルオット島に駐留。
  - 12月5日 - 敵機動部隊マーシャル諸島に進出。天山6機で迎撃、戦果なし・全機喪失。
  - 12月30日 - 敵機動部隊マーシャル諸島を攻撃。喪失機多数。
  - 12月31日 - クエゼリン環礁地上戦開始。五三一空地上要員は地上戦に従事。
- 1944年（昭和19年）
  - 2月5日 - クエゼリン環礁から通信途絶、玉砕認定。
  - 2月11日 - 敵機動部隊、マロエラップ環礁を艦砲射撃。マロエラップ飛行場は壊滅。
  - 2月20日 - 解隊。

ギルバート諸島上空での航空戦の結果、マーシャル諸島を防御する戦闘機隊が壊滅状態となったため、マーシャル諸島の防空が不可能になり、空襲と地上戦で航空兵力は一挙に壊滅した。

## 主力機種
- 天山

## 歴代司令
- 佐々木健爾(昭和18年7月1日-昭和19年2月20日解隊）